# Ben Oakland
Ben Oakland (24 de setembro de 1907 – 26 de agosto de 1979) foi um compositor norte-americano, letrista e pianista mais ativo da década de 1920 até a década de 1940. Conhecido por seu trabalho em The Awful Truth (1937), The Big Store (1941) e The Three Stooges (2012).
Ben Oakland nasceu em 24 de setembro de 1907 em Brooklyn, Nova Iorque. Ele acompanhou Helen Morgan e George Jessel no Vaudeville. Como compositor, Oakland escreveu, dirigiu e produziu para Van Johnson, Josephine Baker, Jeanette MacDonald, Tony Martin, Joe E. Lewis, Nelson Eddy, Nanette Fabray e Gisele MacKenzie.